# Crassula multicava
Crassula multicava là một loài thực vật có hoa trong họ Crassulaceae. Loài này được Lem. miêu tả khoa học đầu tiên năm 1861.

## Gallery

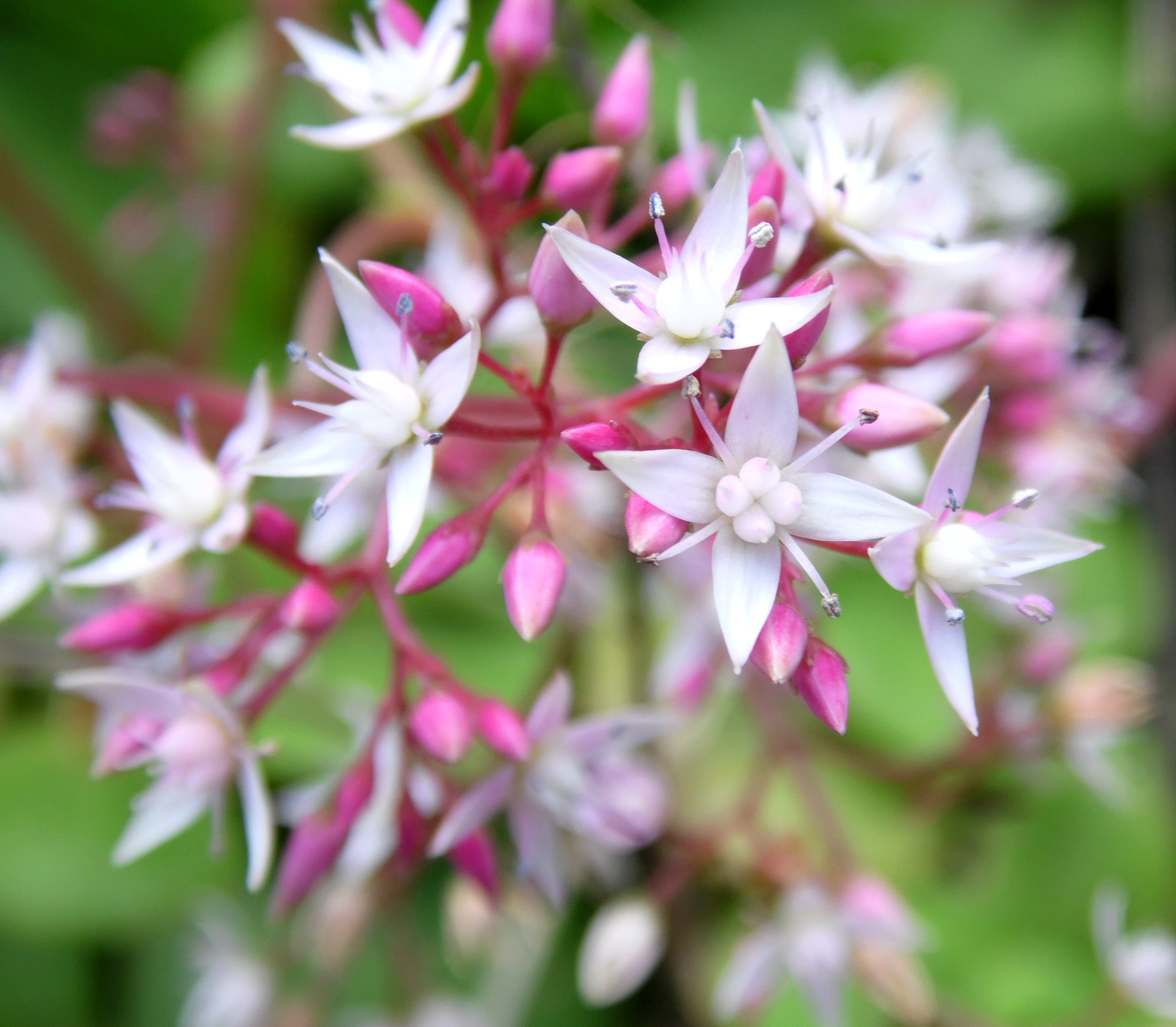
Bunch of flowers
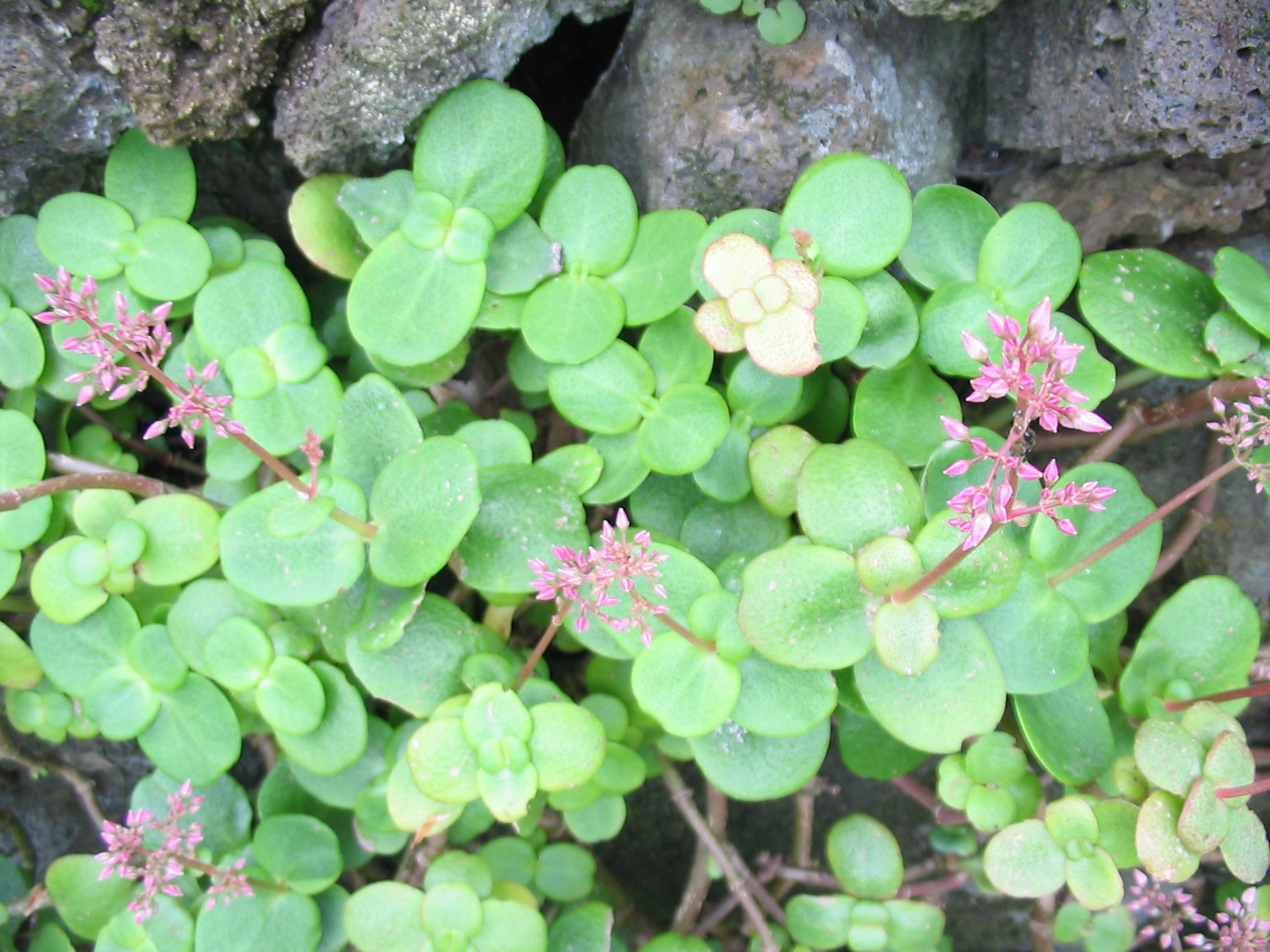
Habitat with emerging flowers
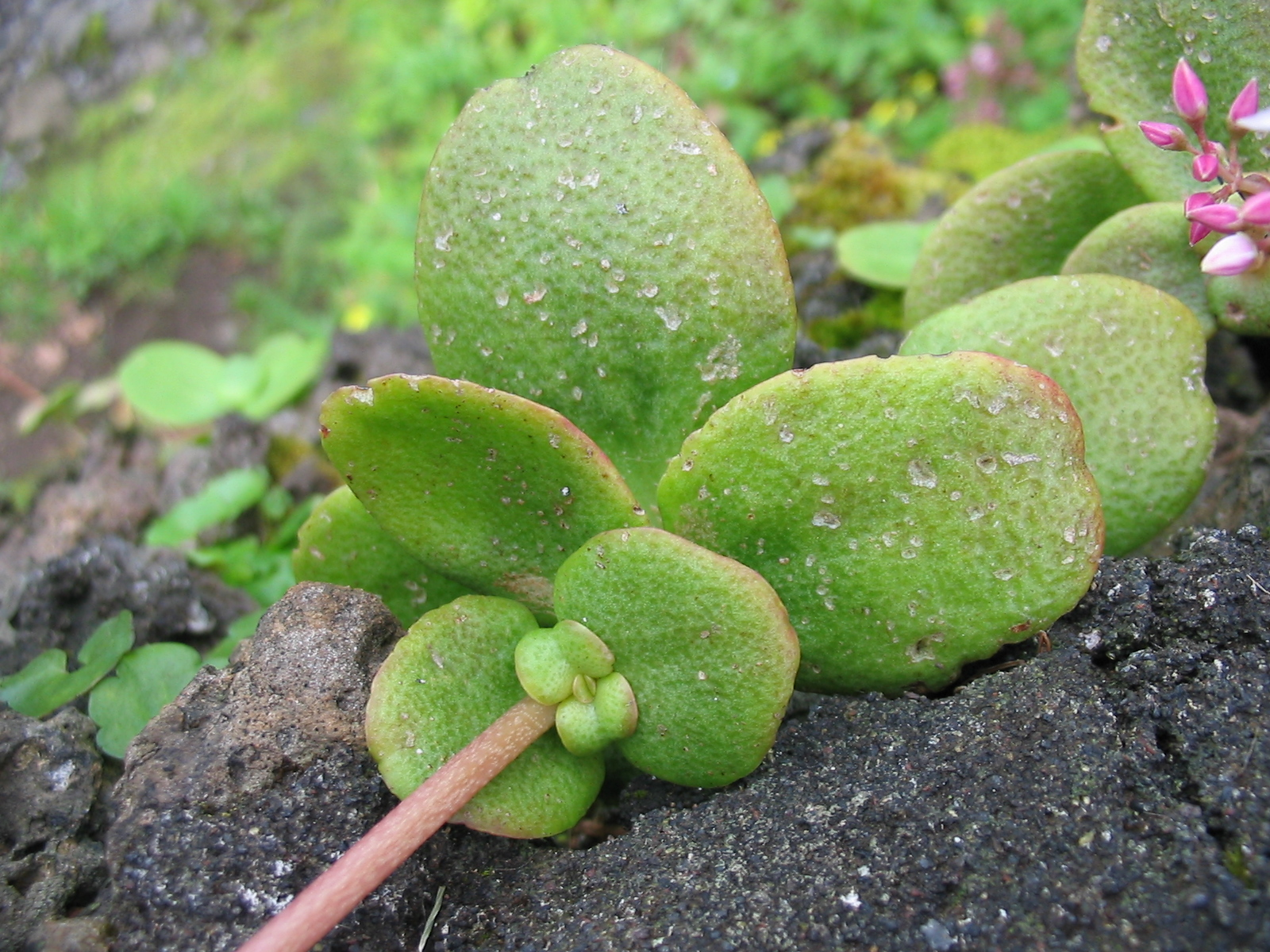
Leaves close up
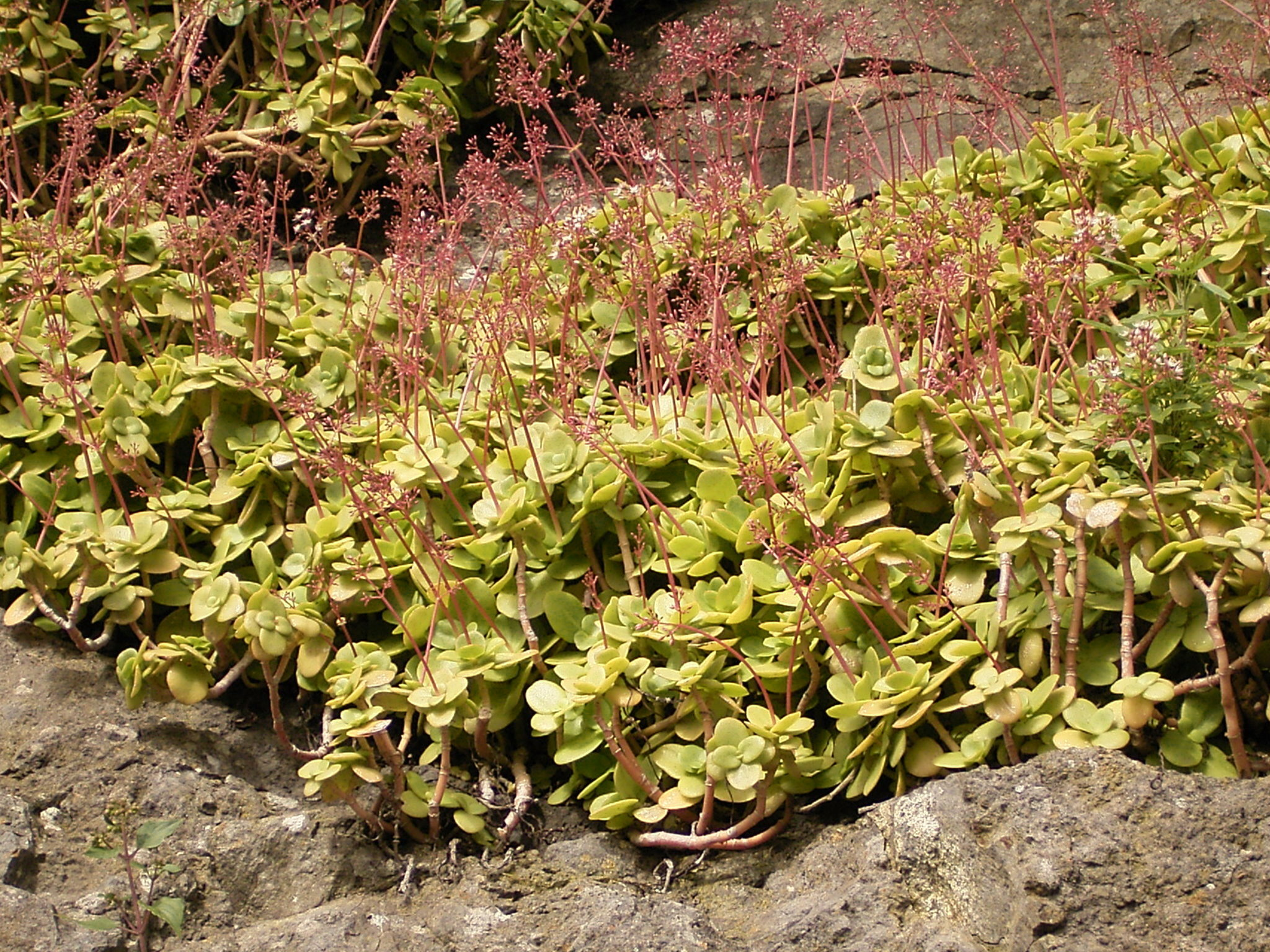
Growing in Barlovento, Santa Cruz de Tenerife
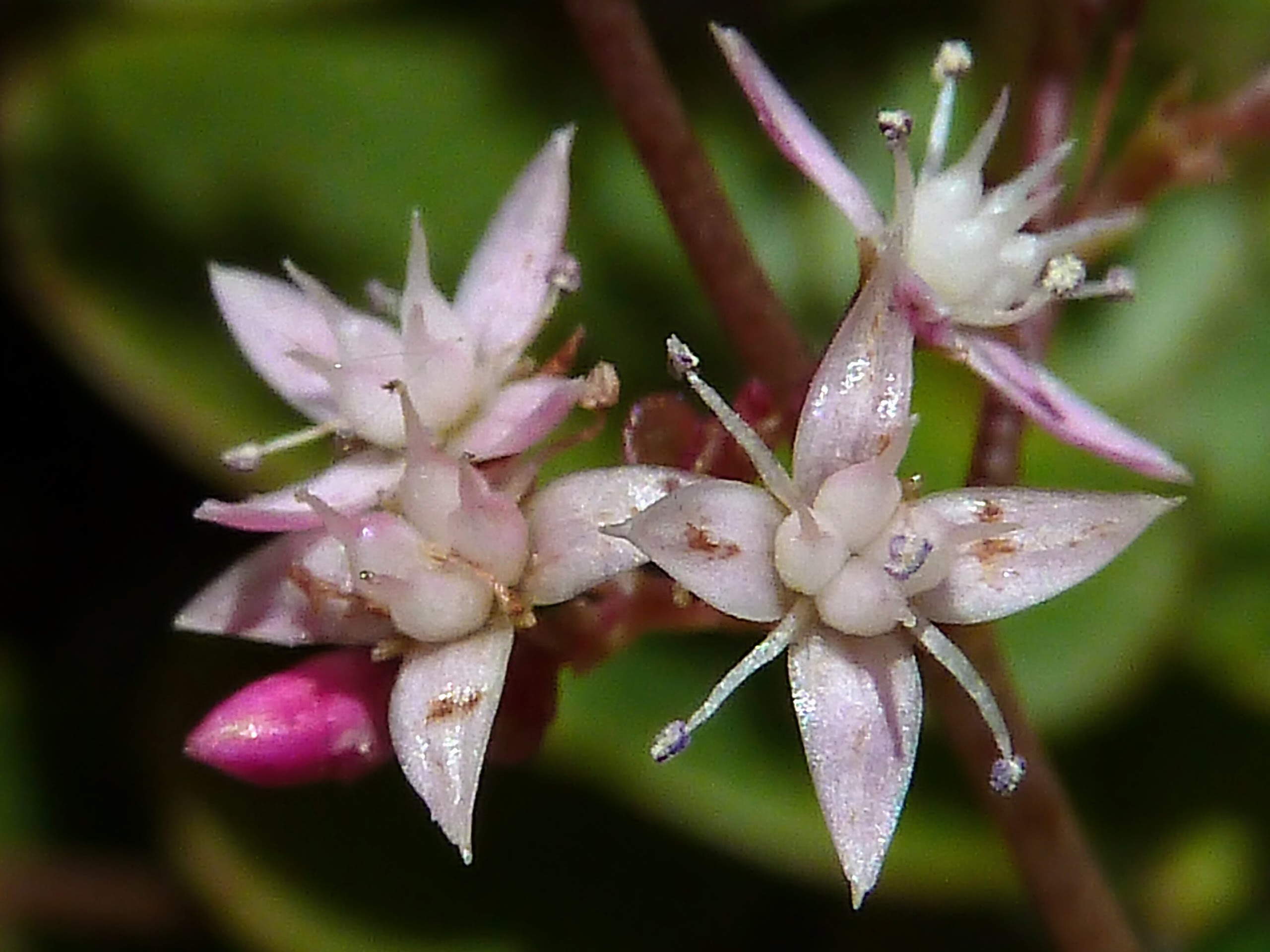
Flowers close-up
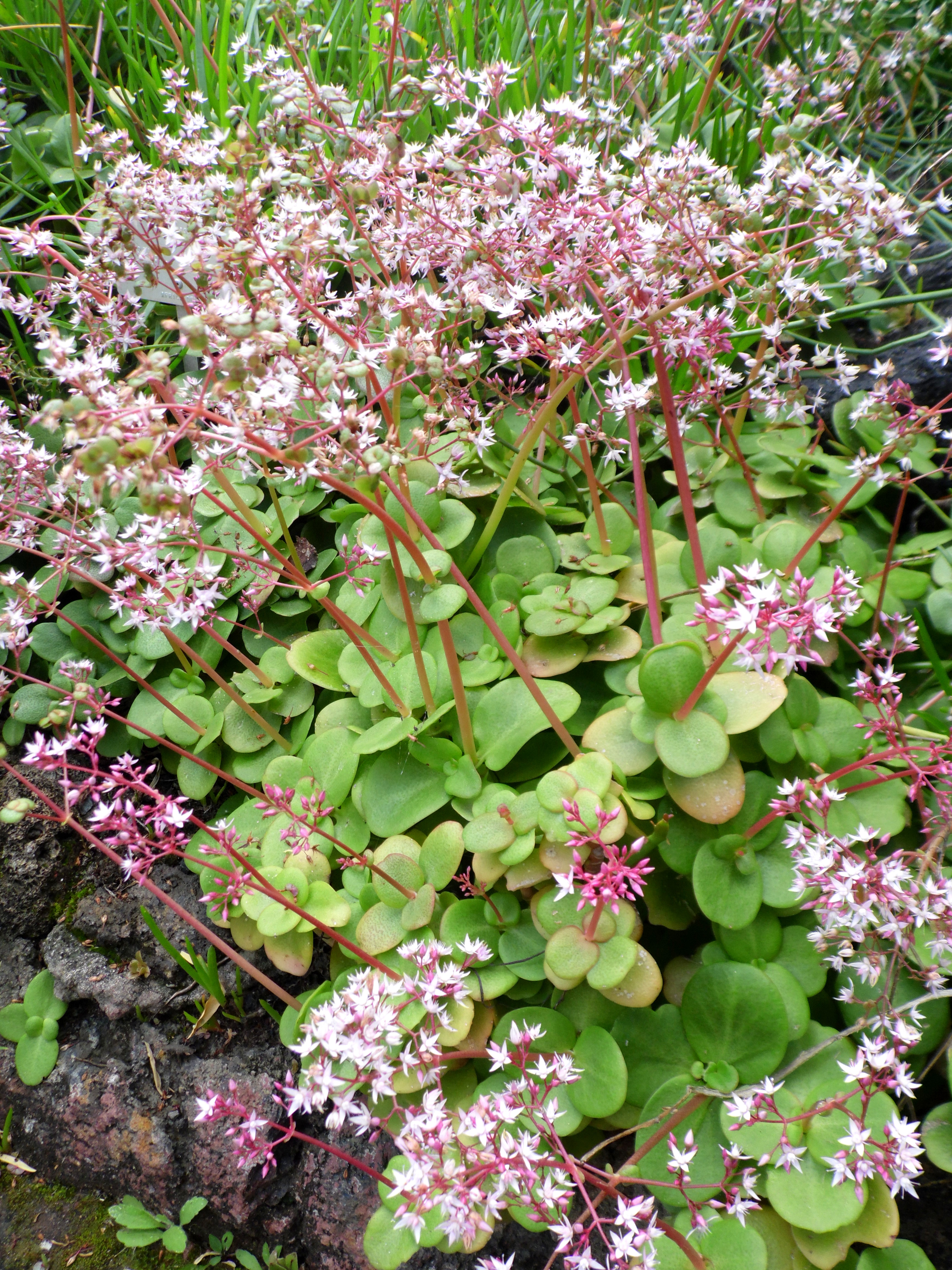
Whole plant with flowers
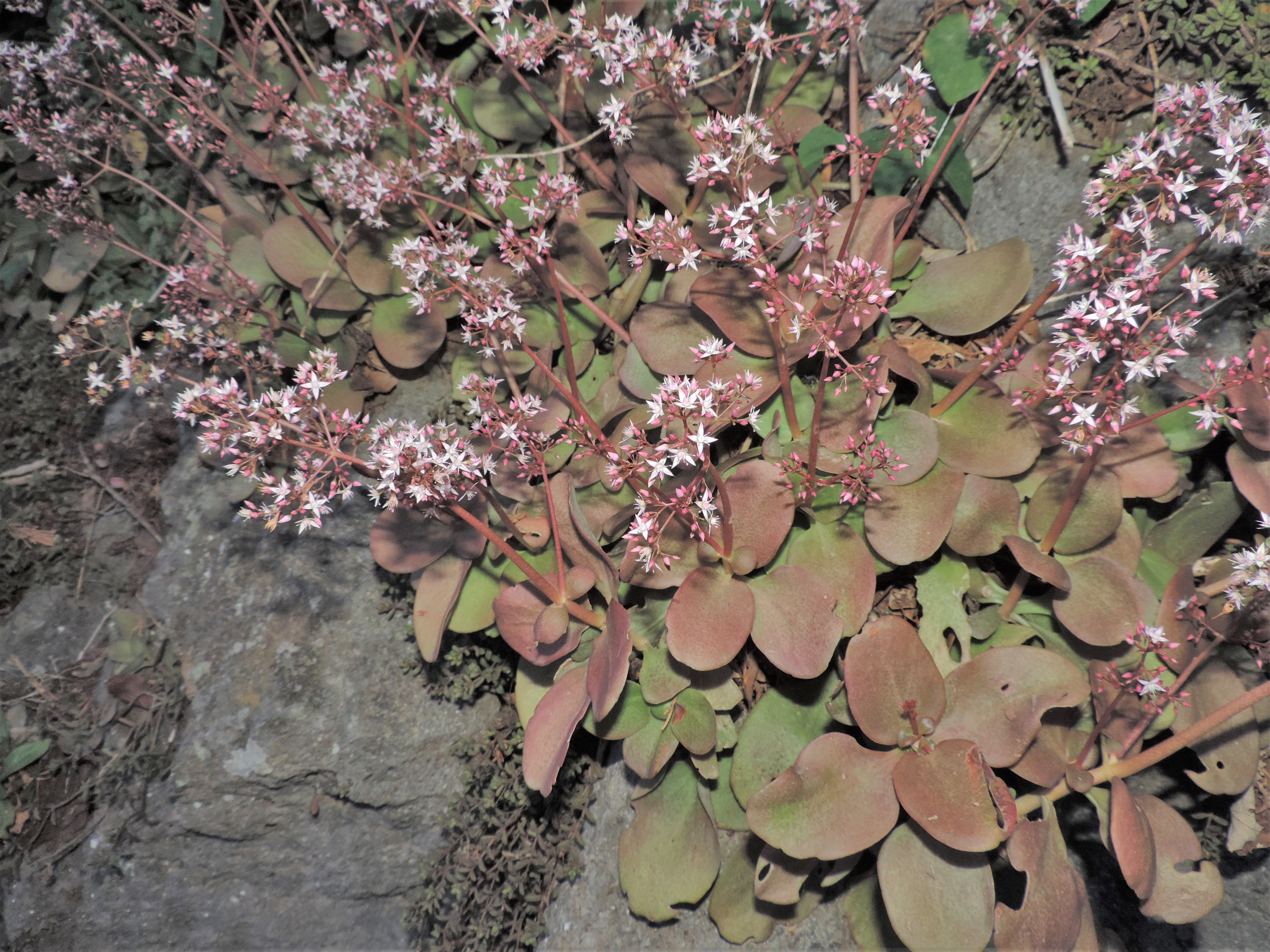
Blushed leaves